# Americký bobtail
Americký bobtail je neobvyklé kočičí plemeno vyšlechtěné z kočky domácí v 60. letech 20. století v USA. Je pozoruhodné hlavně díky svému krátkému ocasu. Plemeno je uznáno organizací TICA (The International Cat Association).

## Historie

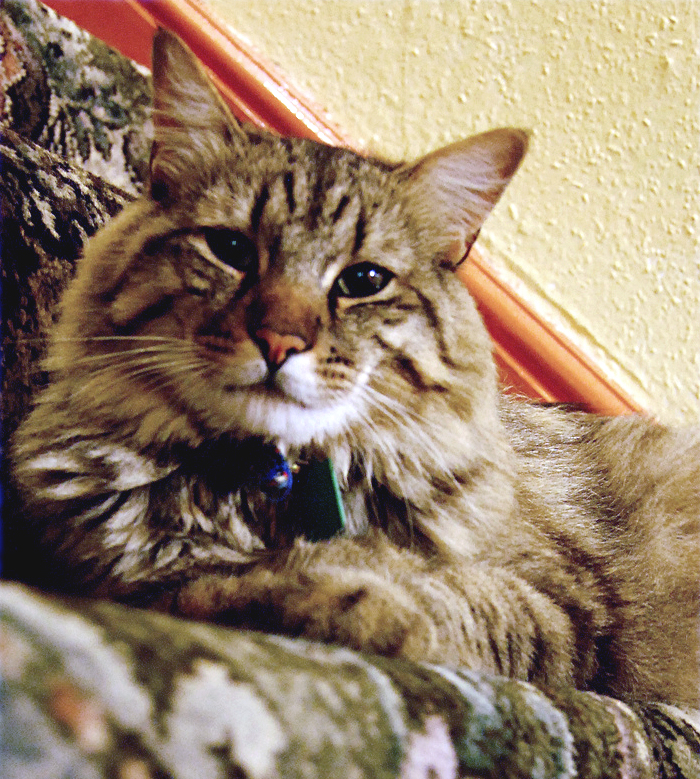
Dlouhosrstý jedinec

Historie tohoto plemene není příliš dlouhá, ale zároveň je i tajemná. Není jisté, jaké kočičí plemeno je předkem amerického bobtaila, ale pravděpodobně se jedná o nečistokrevné mourované kočky se zkráceným ocasem z Arizony. Navzdory podobným rysům není americký bobtail příbuzný japonskému bobtailovi, už proto, že gen způsobující zkrácený ocas je u amerického bobtaila dominantní, zatímco u japonského bobtaila je recesivní.
V roce 1989 bylo plemeno uznáno TICA a později i dalšími organizacemi, jako jsou CFA (Cat Fanciers Association) a ACFA (American Cat Fanciers Association).

## Vzhled
Americký bobtail je velmi robustní plemeno kočky, zároveň je také jedno z těch větších. Dokáže se ale i mrštně a hbitě pohybovat. Má obdélníkový rámec. Jeho vývoj trvá o něco déle a většinou roste až do dvou let. Má středně dlouhou, hustou srst, která je na dotek hladká. Povolená jsou jakákoliv zbarvení očí i srst, avšak nejčastěji uvidíme mourovaté jedince. Uši středně velké, vztyčené a vždy natočené vpřed. Tělo je středně dlouhé, spíše podsadité. Ocas krátký, většinou nesený v rovině hřbetní linie.

## Temperament
Tyto kočky mají milou a hravou povahu. Dokáží trávit dlouhé hodiny hraním, ale na pohyb náročné nejsou. Oproti jiným kočičím plemenům jsou majiteli velmi oddané a rády s ním tráví čas v pohodlí domova. Jsou bystré a inteligentní, nedělá jim problém zvládat základní cviky. Díky své povaze se jim přezdívá i kočičí zlatý retrívr. Americký bobtail je plemeno úspěšně používané v psychoterapii.